# Per-Simon Kildal
Per-Simon Kildal, född 4 juli 1951, död 21 april 2016 var en svensk professor i antennsystem vid Chalmers Tekniska Högskola. 

## Biografi
Kildal utsågs till professor på Chalmers 1989, och hade dessförinnan befattningar som forskare vid Norges teknisk-naturvitenskaplige universitet, ELAB och SINTEF forskningsinstitut, alla i Trondheim i Norge.
Hans arbete fick tillämpningar inom många olika områden som mobilkommunikation, medicinteknik, satellitkommunikation, radiolänkar och radioastronomi. Han blev under 1990-talet involverad i uppgraderingen av världens största radioteleskop, Arecibo i Puerto Rico, och hans insatser bidrog till att avsevärt höja prestandan för det 305 meter i diameter stora teleskopet. På senare år utvecklade och patenterade Kildal en matare för ultra-bredband, en så kallad Eleven feed antenna, avsedd för framtida radioteleskop såsom Square Kilometre Array (SKA).
Han grundade företagen Bluetest AB, Gapwaves AB och RanLOS AB. Bluetest bygger på hans innovation för att mäta prestanda hos trådlösa enheter, med en testkammare som används av företag och telekomoperatörer över hela världen. Gapwaves har som mål att kommersialisera den vågledarteknik som Kildal uppfann, en design som kan kontrollera oönskade elektromagnetiska vågor i elektroniska komponenter. Idéerna till gapvågledartekniken presenterades i en vetenskaplig artikel 1990, som idag (2020) är citerad av andra forskare nära 700 gånger.
Kildals vetenskapliga publicering har (2020)  enligt Google Scholar över 17 000 citeringar och ett h-index på 65.